# Vaisigano
Vaisigano is een district in Samoa op het eiland Savai'i.
Vaisigano telt 6643 inwoners.